# Projekt Pluto
Projekt Pluto byl americký vládní program pro vývoj jaderně poháněných náporových motorů (ramjetů) pro použití v řízených střelách. Dva experimentální motory byly otestovány Ministerstvem energetiky Spojených států amerických v nevadské poušti v areálu Nevada Test Site (NTS) v roce 1961 a 1964.

## Historie
Dne 1. ledna 1957 vybralo americké letectvo a Komise pro atomovu energii Lawrencovu Radiační Laboratoř k vypracování studie o možnostech využití tepla z jaderných reaktorů pro pohon náporových (ramjet) motorů. Tento výzkum se stal známý jako "Projekt Pluto". Práci vedl Dr. Ted Merkle, vedoucí takzvané R-Divize.

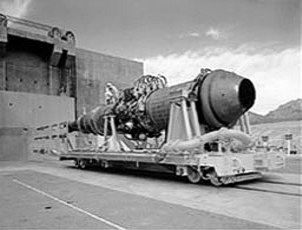
"Tory-IIC" prototyp

Původní práce a výzkum byly přesunuty z Livermore v Kalifornii do nově vybudovaných prostor za 1,2 milionu dolarů na 21 km čtverečních v Jackass Flats (v rámci NTS), známých jako Site 401. Komplex se skládal z 10 km silnic, provozních a řídících budov, montážních a obchodních staveb a inženýrských sítí. 
Princip jaderného ramjetu byl poměrně jednoduchý: pohyb tělesa stlačoval vzduch před přední částí letounu (ram efekt), jaderný reaktor ohříval vzduch a ten byl následně vysokou rychlostí tlačen ven přes trysku na zadní straně, poskytujíce tah.
Princip využití jaderného reaktoru k zahřátí vzduchu byl ze zásady nový. Na rozdíl od komerčních reaktorů, které jsou v železobetonových krytech, měl být reaktor Pluto malý a dostatečně kompaktní (aby mohl být použit v řízené střele), ale také dostatečně odolný, aby přežil 11000 km dlouhý let na potenciální cíle. Jaderný motor mohl pracovat několik měsíců, takže řízená střela mohla zůstat ve vzduchu i po případném útoku.
Primární využití ramjetů s jaderným pohonem mělo být ve střelách SLAM ( Supersonic Low Altitude Missile). Za účelem dosažení rychlosti nutné k provozu náporového motoru měla být střela vypuštěna ze země s raketovými urychlovacími motory (boostery). Poté, co by dosáhla cestovní výšky a vzdálila se od obydlených oblastí, začal by pracovat jaderný reaktor. Díky jadernému pohonu mohla střela kroužit nad oceánem po téměř neomezenou dobu, dokud by nedostala povel nadzvukově zaútočit a vypustit jaderné hlavice na cíle v Sovětském Svazu. SLAM byl navržen k nesení více jaderných hlavic, které byl doručil na více cílů, což z něj činilo bezpilotní bombardér. Po skončení bombardování by mohla střela trávit další týdny létáním nad obydlenou oblastí v nižších nadmořských výškách a způsobovat škody jak ozářením, tak zvukovými vlnami. 